# Javorka a Cidlina – Sběř
Přírodní památka Javorka a Cidlina – Sběř leží v Královéhradeckém kraji v okresech Hradec Králové a Jičín na území obcí Sloupno, Skřivany, Smidary, Staré Smrkovice, Ohnišťany, Nevratice, Chomutice, Žeretice, Vysoké Veselí a Sběř. Chráněné území se nachází podél toků Cidliny a Javorky.
Přírodní památka byla vyhlášena v roce 2014 na rozloze 272,87 hektarů za účelem zajištění stabilní populace velevruba tupého (Unio crassus), modráska bahenního (Phengaris nausithous) a dalších zvláště chráněných druhů rostlin a živočichů. Cílem ochrany je zachování nebo zlepšení stavu biotopu lučních porostů, které jsou nezbytné pro rozvoj populace modráska bahenního a dalších druhů entomofauny. Území je zároveň chráněno jako evropsky významná lokalita, která byla podobně jako PP Javorka a Cidlina – Sběř zřízena za účelem ochrany lokality silně ohrožených druhů modráska bahenního a velevruba tupého. Oblast spravuje Krajský úřad Královéhradeckého kraje.